# Кольбе, Фёдор Никитич
Фёдор Никитич Кольбе (7 марта 1861, Москва — ?) — русский архитектор немецкого происхождения периода модерна. Работал в основном в Москве.

## Биография
Родился 7 марта 1861 года в семье архитектора Московской дворцовой конторы Н. Ф. Кольбе. В 1874 году поступил Московское училище живописи, ваяния и зодчества, которое окончил в 1885 году со званием классного художника архитектуры и с Малой серебряной медалью за проект Благородного собрания в губернском городе. С 1886 года на протяжении десяти лет работал в должности архитектора Петровской земледельческой академии. В 1893 году вступил в Московское архитектурное общество. С 1894 по 1896 годы являлся архитектором Хамовнической части Москвы. В 1896 году поступил на службу в Московское городское кредитное общество. Жил в Первом Неопалимовском переулке в собственном особняке.
После октябрьской революции архитектор продолжал служить в Московском городском кредитном обществе, с 1919 года работая в оценочной комиссии Общества. В 1920 году поступил на службу в отдел сооружений Моссовета. Дальнейшая судьба зодчего неизвестна.
По мнению доктора искусствоведения М. В. Нащокиной, наиболее выразительными постройками Ф. Н. Кольбе являются ограда с башнями в усадьбе Покровское-Стрешнево, «Скрыня» во владении П. И. Щукина и доходный дом А. А. Кунина на Смоленском бульваре.

## Проекты Ф. Н. Кольбе

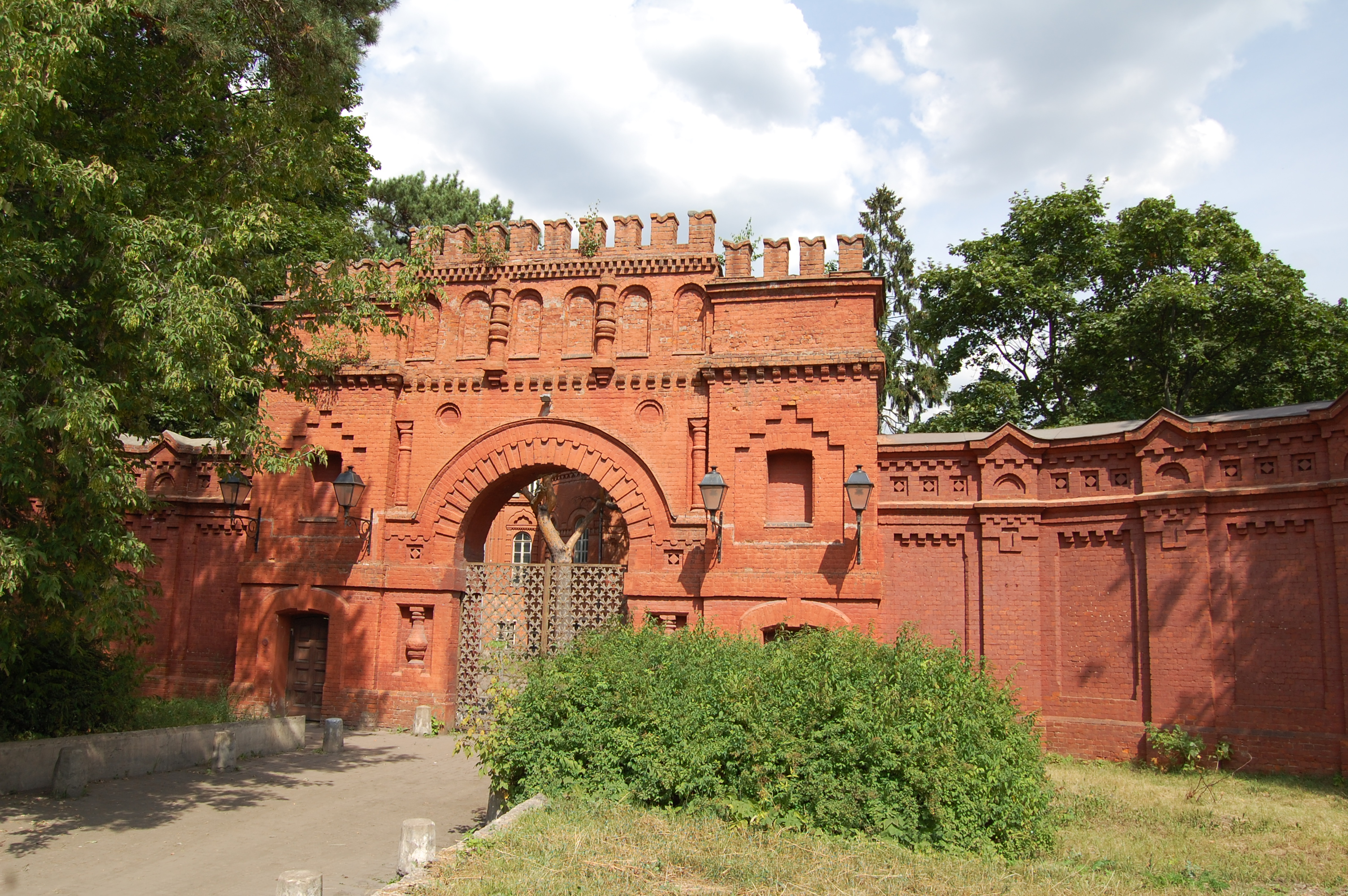
Фрагмент каменной ограды в Покровском-Стрешневе)

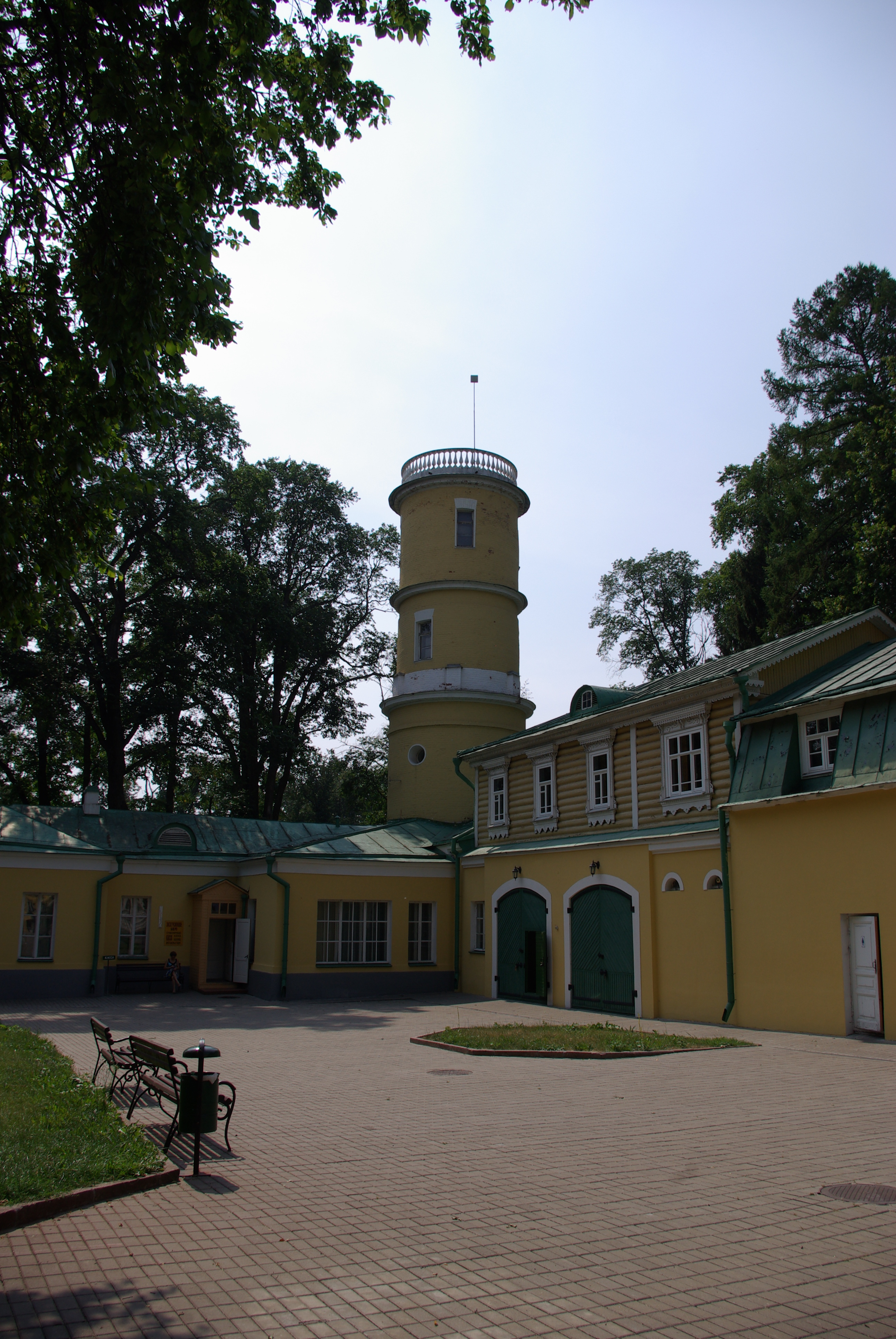
Хозяйственный двор в усадьбе Горки

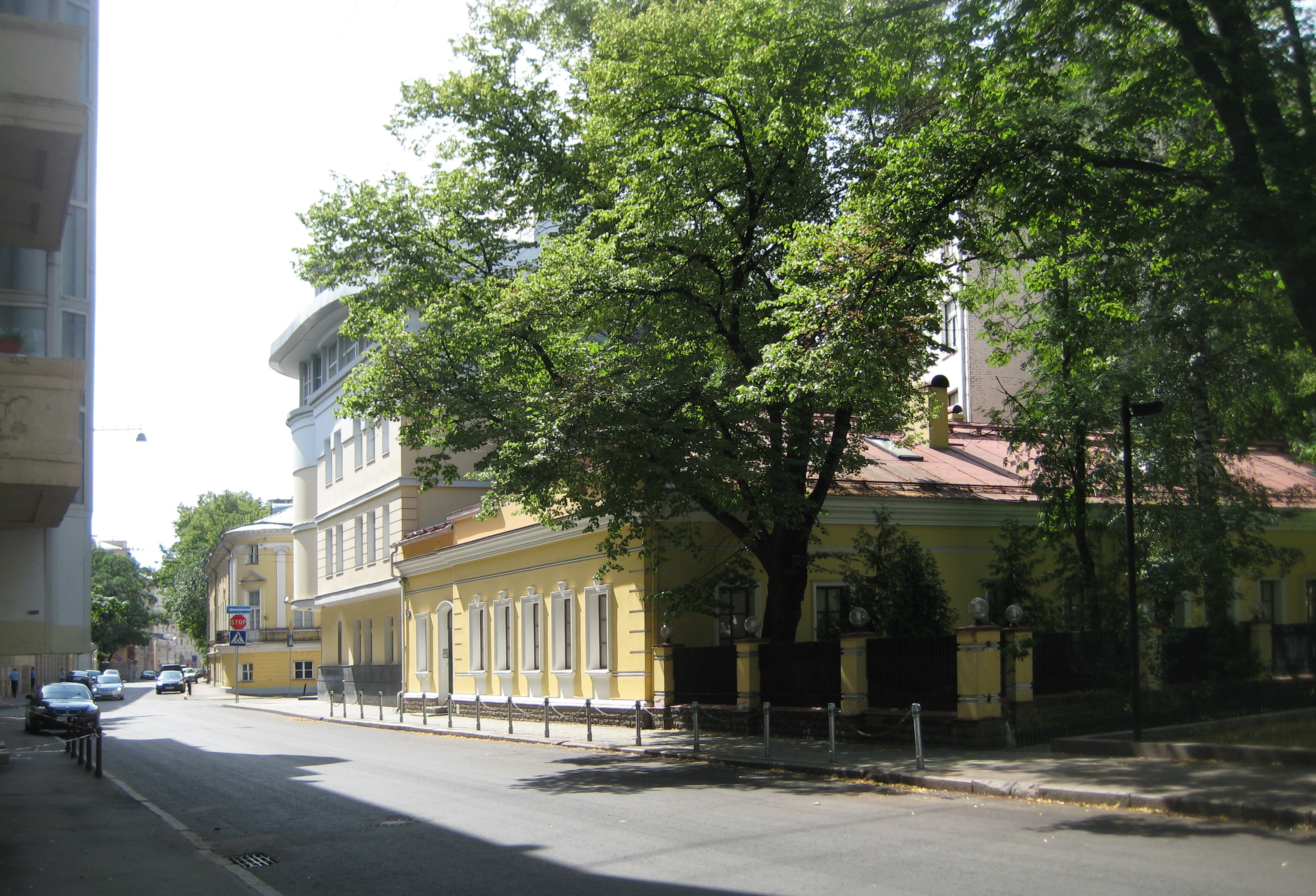
Службы в усадьбе Сабашниковых

- Перестройка особняка (1886, Москва, Малая Никитская улица, 19);
- Ограда с башнями в усадьбе Покровское-Стрешнево, совместно с архитектором А. П. Поповым (1889—1890, Москва, Волоколамское шоссе, 52); там же башня в правой части главного фасада (1893, выполнена без предполагавшегося завершения).
- Службы в усадьбе Сабашниковых (1891, Москва,Большой Лёвшинский переулок, 10);
- Особняк (1893, Москва, Малый Головин переулок, 10);
- План владения А. П. Воронец (1893, Москва, Погодинская улица, 10);
- Приделы церкви Воздвижения Креста Господня на Помётном Вражке (1894, Москва, Первый переулок Тружеников, 8, стр. 3)[2];
- Перепланировка дома Викторсона (1896, Москва, Большая Ордынка, 66);
- Дворовый флигель, пристройка к главному дому и перестройка интерьеров особняка В. И. Писемской (1898—1900, Москва, Садовая-Самотёчная улица, 8);
- Доходный дом, совместно с инженером В. А. Властовым (1899—1901, Москва, Большая Якиманка, 15/20), снесён компанией «Капитал Груп» в конце апреля — начале мая 2011 года[3];
- Собственный особняк (1899—1900, 1913, Москва, Первый Неопалимовский переулок, 12);
- Постройка флигелей Успенской сельскохозяйственной школы (1890-е, Москва);
- Перестройка особняка Мальмберга, совместно с С. М. Калугиным (1901, Москва, Садовая-Самотёчная улица), не сохранился;
- Конюшня А. П. Никитиной (1902—1903, Москва, Вспольный переулок, 21, правое здание);
- Доходный дом А. А. Кунина (1903—1904, Москва, Смоленский бульвар, 2/40);
- Проект доходного дома А. А. Кунина (1904, Москва, Тверской бульвар, 9), неосуществлён;
- Хранилище исторических документов («Скрыня») в Музее П. И. Щукина (1904—1905, Москва, Малая Грузинская улица, 15);
- Частичное изменение фасада дома И. А. Коровина (1908, Москва, Садовая-Триумфальная улица, 2);
- Доходный дом Н. В. Беляева (1909—1912, Москва, Долгоруковская улица, 36);
- Доходный дом (1911, Москва, Зубовский бульвар, 23);
- Пристройка к зданию ресторана «Эрмитаж» (1911, Москва, Неглинная улица, 29);
- Доходный дом Московской городской Управы (П. Н. Иванцова) (1912, Москва, Новая Басманная улица, 25/2);
- Проект доходного дома Н. В. Беляева (Т. С. Любатович ?) (1912, Москва, Долгоруковская улица, 36), неосуществлён;
- Перестройки зданий во владении Товарищества «Эрмитаж-Оливье» (1912—1913, Москва, Петровский бульвар, 12);
- Доходный дом (1913, Москва, Смоленский бульвар, 15);
- Хозяйственный двор, водонапорная башня, конюшни, парковые беседки в усадьбе Горки З. Г. Морозовой-Рейнбот (1913—1915, Горки Ленинские);
- Кинотеатр «Форум» (1914, Москва, Садовая-Сухаревская улица, 14);
- Доходный дом О. О. Вильнера (1916, Москва, Старая Басманная улица, 12, во дворе).